# Witold Zuchiewicz
Witold Aleksander Zuchiewicz (ur. 13 grudnia 1955 w Krakowie, zm. 27 sierpnia 2012 tamże) – polski geolog, badacz geologii czwartorzędu i geomorfologii Polski, a także zagadnień neotektoniki, szczególnie neotektoniki Karpat Zewnętrznych.

## Życiorys
W roku 1978 ukończył studia na kierunku geografia w Uniwersytecie Jagiellońskim. W 1981 roku uzyskał stopień doktora w zakresie geologii, a w 1989 roku stopień doktora habilitowanego nauk przyrodniczych w zakresie geologii strukturalnej i geomorfologii. Tytuł profesora nauk o Ziemi otrzymał 22 lipca 1998 roku. W latach 1979–2007 pracował w Instytucie Nauk Geologicznych UJ. W latach 2007–2012 wykładał w Katedrze Analiz Środowiskowych, Kartografii i Geologii Gospodarczej Wydziału Geologii, Geofizyki i Ochrony Środowiska AGH.
Pochowany na cmentarzu Rakowickim kw. XLVI, rz. 12, gr. 23.

## Wybrane prace
- Zuchiewicz W., 2010 - Neotektonika Karpat polskich i zapadliska przedkarpackiego. Wydawnictwa AGH, Kraków. ISBN 978-83-7464-336-8